# Colder
Colder jest singlem fińskiej grupy muzycznej Charon. Został wydany w roku 2005, promował piąty album zespołu Songs for the Sinners. Na singlu znalazł się utwór Give Nothing, który nie został opublikowany na albumie. Dodatkowo na krążku można znaleźć wideoklip do piosenki Colder.

## Lista utworów
1. Colder
2. Give Nothing
3. Colder (wideoklip)

## Skład
- Juha-Pekka Leppäluoto – wokal
- Pasi Sipilä – gitara elektryczna
- Lauri Tuohimaa – gitara elektryczna
- Teemu Hautamäki – gitara basowa
- Antti Karihtala – perkusja
- Jenny Heinonen – wokal żeński